# Forn d'oli de ginebre de Serení
El Forn d'oli de ginebre de Serení és un forn d'oli de ginebre de Riba-roja d'Ebre (Ribera d'Ebre) protegida com a Bé Cultural d'Interès Local.

## Descripció
Es tracta d'una construcció en pedra feta per a destil·lar, via escalfor, l'oli de ginebre.
Ubicat als Montserrats, lloc de fàcil accés per la carretera que va la Fatarella fins l'antiga modorra de Janot, actualment camp de tir "Los Pinos"i desviament camí de l'esquerra. Accessible amb vehicle.
Es troba semiderruït per tant, en mal estat de conservació. Es poden veure les dues parets interiors, amb una paret lateral a modus de contrafort. Té les piques i canals de recollida d'oli.